# Ran Blake
Ran Blake (Springfield, Massachusetts, 20 april 1935) is een Amerikaans Jazzpianist, componist en pedagoog. Hij staat bekend om zijn unieke stijl die blues, gospel, klassiek, en film noir invloeden combineert tot een innovatief en donker jazzgeluid. Zijn muzikale carrière omspant meer dan 40 jaar. Ook doceert hij op de New England Conservatory of Music, waar de faculteit Third Stream (tegenwoordig de faculteit van Moderne Improvisatie) oprichtte, samen met Gunther Schuller.

## Jeugd en tienerjaren
Blake werd geboren in Springfield, Massachusetts op 20 April 1935 en hij groeide op in Suffield, Connecticut. Hij begon als kleuter met piano. Vanaf zijn twaalfde ontwikkelde hij zijn interesse voor de (zwart-wit)film. In zijn tienerjaren werd hij gefascineerd door gospelmuziek en bestudeerde de composities van Béla Bartok en Claude Debussy.. Na de middelbare school, ging hij naar het Bard College in New York en studeerde af in 1960. Tijdens zijn studie ontmoette hij Jeanne Lee, met wie hij tijdens zijn carrière veel mee zou samenwerken. Daarna studeerde hij o.a. met John Lewis, Oscar Peterson, en Gunther Schuller aan de School of Jazz in Lenox, Massachusetts.

## Muzikale Loopbaan

### Jeanne Lee
In de late jaren 1950, vormde Blake een duo met de vocaliste Jeanne Lee. In 1962 namen ze voor RCA samen zijn eerste album,  The Newest Sound Around , op. Het daaropvolgende jaar toerden ze samen door Europa. Het album bevat al grotendeels Blakes kenmerkende stijl, zoals goed is te horen in " Laura', een eerbetoon aan David Raksin' en de bewerkig van de gospelsong "The Church on Russell Street". Lee en Blake bleven gedurende een lang gedeelte van hun loopbanen same werken. Een tweede album van het duo verscheen in 1989 onder de naam  You Stepped Out Of A Cloud".

### Gunther Schuller en de School of Jazz
Bake ontmoette Gunther Schuller voor het eerst in de Atlantic Records studio's in 1959. Schuller herkende Blakes talent, en raadde hem aan om een zomerseizoen te gaan studeren aan de School of Jazz in Lenox, Massachusetts. Deze school bestond van 1957 tot 1960 en bracht een groot aantal vernieuwende en toonaangevende jazzmusci in die tijd, waaronder Dizzy Gillespie en William Russo, met elkaar in contact om studenten in drie intensieve weken de finesses van de jazz bij te brengen.. Blake volgde deze school in 1959 en 1960. Tijdens deze zomers begon Blake zijn eigen stijl te ontwikkelen. Schuller werd een grote vriend en mentor van Blake gedurende zijn carrière. Schuller organiseerde de opnames van The Newest sound Around voor Blake en Lee, en hij was het die Blake naar Atlantic Records, en later naar het New England Conservatory bracht.
In 1966 bracht Blake zijn eerste plaat uit als solo pianist met de passende titel  Ran Blake Plays Solo Piano ESP Disk.

### Mary Lou Williams
Blake ontmoette jazzpianiste, componiste en arrangeur Mary Lou Williams tijdens een optreden in een New Yorkse nachtclub. Ze zou later zijn mentor worden en een belangrijke invloed op zijn werk hebben. Als student zou Blake veel met Williams optreden en lessen van haar volgen.

### New England Conservatory
In 1967 accepteerde Blake een aanstelling als directeur aan de New England Conservatory, waar Schuller op dat moment voorzitter was. In deze positie was Blake verantwoordelijk voor de concerten in gevangenissen, bejaardentehuizen en wijkcentra. Blake bleef in deze functie tot 1973, toen hij het voorzitterschap van de nieuwe afdeling van de Third Stream accepteerde.

### Third Stream
De term "Third Stream" werd bedacht door Schuller in 1957 aan de Brandeis University. Volgens Schuller is Third Stream "een nieuw muziekgenre ergens tussen de jazz en de klassieke muziek in". Twee jaar later ontmoette Schuller Blake, die gospel- en klassieke muziek en film noir soundtracks integreerde in zijn jazzcomposities. Schuller en Blake hebben vervolgens de nieuwe faculteit Third Stream aan het New England Conservatory (NEC) opgericht waarvan Blake de eerste voorzitter zou zijn. Hij bleef voorzitter tot in 2005.
Onder de leerlingen van Blake aan het NEC treft men namen als Don Byron, Matthew Shipp, John Medeski en Yitzhak Yedid. In 1982 werd Blake bekroond met een Guggenheim Fellowship voor compositie en zes jaar later ontving hij een  MacArthur Genius Grant. Tegenwoordig geeft Blake nog steeds compositieles aan het NEC en houdt hij seminars over "film noir".

### Opnamecarrière
Blake is tijdens zijn carrière als docent doorgegaan met studio-opnames en heeft inmiddels meer dan veertig albums op zijn naam staan. Zijn eerste album met Lee won in 1980 de eerste prijs van RCA Records in Duitsland, de Prix Billie Holiday. Na dit album, bracht hij voornamelijk solo-albums uit. In 1981 nam Blake een album op met nummers die zijn geschreven of gelieerd aan Duke Ellington, getiteld  Duke Dreams. Dit album werd bekroond met 4,5 sterren door Allmusic, en ontving vijf-sterren in Down Beat en de All Music Guide to Jazz. In 1986 nam Blake  The Short Life of Barbara Monk op met saxofonist Ricky Ford. Dit album werd door de Penguin Guide to Jazz geselecteerd voor de kerncollectie. Blake heeft samengewerkt met een aantal andere muzikanten, met inbegrip van Jaki Byard, Houston Person, Steve Lacy en Clifford Jordan.
- Bibsys: 1592544502772
- Biblioteca Nacional de España: XX5556362
- Bibliothèque nationale de France: cb138915651 (data)
- Catàleg d'autoritats de noms i títols de Catalunya: 981058515866406706
- Gemeinsame Normdatei: 135017807
- International Standard Name Identifier: 0000 0001 1479 3476
- Library of Congress Control Number: n86001692
- MusicBrainz: 48593b38-7d9f-4a45-af82-60906c712cbf
- Nationale Bibliotheek van Israël: 987007320624005171
- Nederlandse Thesaurus van Auteursnamen: 074900935
- Réseau des bibliothèques de Suisse occidentale: 02-A003011664
- Istituto Centrale per il Catalogo Unico: LO1V262671
- Système universitaire de documentation: 123359953
- Virtual International Authority File: 105271569
- WorldCat: E39PBJjtdvCvvTMjV7vjGwRMyd